# Johann Wilhelm von Fürstenberg
Johann Wilhelm von Fürstenberg (Neheim-Hüsten, 1500 – Jaroslavl', 1568) è stato un nobile tedesco, Gran Maestro dell'Ordine di Livonia in carica dal 1557 al 1559.

## Origine e famiglia
Wilhelm von Fürstenberg nacque verosimilmente in Vestfalia nel 1500. Membro di una famiglia facoltosa della regione, si unì all'Ordine teutonico già tra i 14 e i 16 anni di età. Data l'influenza che i westfaliani esercitavano già da tempo in Livonia, gli fu possibile inserirsi nelle gerarchie dei cavalieri di Livonia. Fu così che iniziò la sua scalata nella piramide organizzativa dell'Ordine.

## Coadiutore in Livonia
Dopo il 1523, Johann Wilhelm von Fürstenberg divenne commendatore di Daugavpils e Viljandi.
Lo si ritrova nelle fonti diverso tempo dopo, quando dal 1556 ricoprì il ruolo di coadiutore del Landmeister Heinrich von Galen. La politica di von Fürstenberg in questo ruolo seguì il dettame del Gran maestro, il quale non intendeva, in campo religioso, far abbracciare il luteranesimo alla Confederazione di Livonia. In Europa, il primo stato a seguire ufficialmente la religione protestante a seguito di secolarizzazione fu il Ducato di Prussia, nato nel 1525 con l'approvazione di Alberto I e che sancì il distacco formale e sostanziale dei cavalieri teutonici da quelli di Livonia. Quando, sempre durante il mandato di von Galen, sembrò che l'Arcidiocesi di Riga potesse essere intenzionata a convertirsi, von Fürstenberg invase la città nel 1556 e fece prigionieri gli uomini di chiesa. Tuttavia, dovette ritirarsi a seguito delle pressioni esercitate dal Regno di Polonia e dal Granducato di Lituania, i quali avevano costituito di recentemente un'alleanza in funzione anti-livoniana e anti-russa.

## Gran Maestro dell'Ordine
Il 30 maggio 1557, il Landmeister di Livonia Heinrich von Galen morì e gli subentrò Johann Wilhelm von Fürstenberg.
Il 14 settembre 1557 Johann Wilhelm von Fürstenberg firmò il terzo trattato di Pozvol per conto dell'Ordine di Livonia e ratificò anche gli altri due trattati, insieme ad altri membri dell'Ordine.
L'alleanza che si venne a costituire tra l'Ordine di Livonia e la Polonia-Lituania era diretta contro il Granducato di Mosca: lo zar Ivan IV (tradizionalmente noto come Ivan il Terribile), che nel marzo 1557 con il trattato di Novgorod aveva concluso la guerra russo-svedese, aveva rivolto le sue attenzioni alla Livonia.
Nei fatti, il trattato di Pozvol rinnegava quanto i cavalieri avevano sottoscritto con la Russia prima della controversia nata a Riga, ossia, tra i vari contenuti del testo, la Livonia si impegnava a non fornire assistenza militare al Regno di Polonia ed al Granducato di Lituania contro lo stato russo.

## La guerra tra la Livonia e la Russia
Nel 1547, Hans Schlitte, un agente di Ivan IV, assunse in Germania alcuni artigiani perché lavorassero in Russia; tuttavia, tutti questi artigiani furono arrestati a Lubecca su richiesta della Confederazione di Livonia. Intanto, la Lega Anseatica ignorava il nuovo porto di Ivangorod costruito dallo zar Ivan sulla riva orientale del fiume Narva nel 1550 e continuò ad effettuare i suoi scambi commerciali solo con i porti di proprietà della Livonia.
Poco prima della fine del 1550, la Confederazione di Livonia stava già affrontando una serie infinita di lotte intestine e si stava disintegrando a causa di una serie di epidemie, a differenza della vicina Russia, divenuta più forte dopo aver definitivamente assoggettato tempo prima il khanato mongolo. Ciononostante, la Russia rimaneva ancora un parse fortemente arretrato e sfavorito dalla posizione geograficamente troppo distante dalle principali tratte commerciali marittime del Nord Europa. La corsa alla costa del Mar Baltico con la Svezia era degenerata in guerra aperta nel 1554, interrotta solo da una fragile tregua nel marzo del 1557.
Il 22 gennaio 1558, le forze russe ruppero la situazione di stallo e attraversarono il confine della Livonia. In un primo momento, gli assalti riguardarono soprattutto operazioni di razzia e molto estemporanee. Con il prosieguo del tempo, i russi seppero organizzarsi per conquistare tutta l'area di Dorpat e la città di Narva, annientando l'intero Vescovado, prima che l'alleanza tra livoniani e polacco-lituani potesse evitarne la caduta. Entro la fine dell'anno, sia l'Estonia orientale e sud-orientale era stata conquistata dalle forze di Ivan IV.
La Confederazione di Livonia si rivolse agli alleati invocando il trattato di Pozvol del 1557. L'Ordine non poteva offrire una seria resistenza e i maggiori esponenti tra i cavalieri si prodigarono a ricercare i più disparati alleati, viste le condizioni precarie delle proprie armate. Gli sforzi volti ad ottenere assistenza avviati da Johann Wilhelm von Fürstenberg in Svezia, Danimarca, Sacro Romano Impero e Lituania si rivelarono inutili e, alla fine, la Livonia si trovò abbandonata al proprio destino.
Il coadiutore del Landmeister Gotthard Kettler, il quale sperava in un aiuto del Re di Polonia Sigismondo II Augusto, riuscì a stabilizzare temporaneamente la situazione militare. Le abilità diplomatiche da parte di Kettler gli permisero di acquisire un ruolo di primo piano nella politica dell'Ordine di Livonia. Attraverso concessioni territoriali alla Polonia e alla Lituania, l'Ordine passò sotto la protezione del Re di Polonia, riuscendo a formare un'alleanza con Sigismondo II, così come con la Svezia inizialmente riluttante.
I cavalieri, considerando l'incapacità di Johann Wilhelm von Fürstenberg nel risolvere la situazione instabile, costrinsero il Gran maestro ad abdicare in favore del suo coadiutore Gotthard Kettler.

## Morte
Johann Wilhelm von Fürstenberg morì a Jaroslavl' nel 1568, dopo essersi definitivamente allontanato dalla politica della Livonia. Assistette però, seppur non in prima persona, alla trasformazione della Confederazione di Livonia in Ducato di Curlandia e Semigallia, alla soppressione dei cavalieri di Livonia e ai cambiamenti geo-politici nell'area baltica che stava causando la guerra da lui avviata.